# Classi di isolamento
Le classi di isolamento elettrico sono il raggruppamento omogeneo definito dall'IEC (International Electrotechnical Commission) delle caratteristiche tecniche applicabili ad un dispositivo elettrico per limitare i rischi di folgorazione conseguenti ad un guasto dello stesso.

## Classe 0 (zero)
Gli apparecchi appartenenti a questa classe sono apparecchi nei quali la protezione si basa sull'isolamento principale (cioè il normale isolamento elettrico tra i conduttori di fase e la carcassa o altre masse metalliche dell'apparecchio stesso). In caso di guasto dell'isolamento principale le masse metalliche si porterebbero in tensione provocando all'utente, nel caso questi ne venisse a contatto, una scossa elettrica. Non è previsto dunque la presenza di un dispositivo per la connessione delle masse metalliche al conduttore di protezione dell'impianto elettrico fisso (terra), e in caso di guasto dell'isolamento principale la protezione rimane affidata esclusivamente all'ambiente che circonda le parti conduttrici accessibili dell'apparecchio.
Da molti anni gli apparecchi di Classe 0 non vengono più fabbricati e sono stati eliminati dalla normalizzazione internazionale. Tuttavia, in alcuni Paesi, questo tipo è ancora presente, in particolare nelle vecchie installazioni.
In molti paesi, tra cui l'Italia il loro uso in connessione alla rete elettrica è proibito, poiché un guasto semplice può causare la folgorazione dell'utilizzatore e altri incidenti.

## Classe I

Simbolo di terra

Il cavo di messa a terra con la tipica colorazione giallo-verde

Gli apparecchi appartenenti a questa classe di isolamento sono apparecchi nei quali la protezione non si basa unicamente sull'isolamento principale, ma anche su una misura di sicurezza supplementare costituita dalla connessione delle parti conduttrici accessibili ad un conduttore di protezione (messa a terra di protezione) che fa capo all'impianto elettrico fisso, contraddistinto dal doppio colore giallo-verde, in modo tale che le parti conduttrici accessibili non possano andare in tensione in caso di guasto dell'isolamento principale.
Un guasto nell'isolamento in questi apparecchi può portare un conduttore di fase in contatto con la carcassa provocando un flusso di corrente attraverso il conduttore di protezione. 
I metodi per evitare la folgorazione dell'utente che può entrare in contatto con la parte metallica messa a terra sono due:
1. Dimensionamento adeguato del dispersore di terra, e del relativo impianto, in modo da non permettere una tensione, provocata dalla corrente dispersa sulla terra e dalla resistenza che incontra nel percorso, al di sopra dei 50 volt.
2. Inserimento, per obbligo di legge, di un interruttore differenziale a monte dell'impianto elettrico che sezioni la tensione nel caso di correnti disperse superiori a 30 mA.

Esempi di apparecchi di questo tipo sono lavatrici, lavastoviglie, forni elettrici, ecc.; sono riconoscibili per avere una spina a 3 contatti.

## Classe II
Gli apparecchi di classe II, detti anche a doppio isolamento, sono progettati in modo da non richiedere (e pertanto non necessitano di avere) la connessione della messa a terra.
Sono costruiti in modo che un singolo guasto non possa causare il contatto con tensioni pericolose da parte dell'utilizzatore.
Ciò è ottenuto in genere realizzando l'involucro del contenitore in materiali isolanti, o comunque facendo in modo che le parti in tensione siano circondate da un doppio strato di materiale isolante (isolamento principale + isolamento supplementare) o usando isolamenti rinforzati.
Sono inoltre stabiliti dei limiti stringenti per quanto riguarda la resistenza elettrica delle componenti che isolano verso ogni connessione esterna di massa o di segnale (resistenza di isolamento).
In Europa gli apparecchi di questa categoria devono essere marcati "Class II" o con il simbolo di doppio isolamento (due quadrati concentrici).
Esempi di questa classe sono il televisore, l'asciugacapelli, l'aspirapolvere, le radio, videoregistratori e DVD, la maggior parte delle lampade da tavolo.

## Classe III
Un apparecchio viene definito di classe III quando la protezione contro la folgorazione si affida al fatto che non sono presenti tensioni superiori alla bassissima tensione di sicurezza SELV (Safety Extra-Low Voltage). In pratica tale apparecchio viene alimentato o da una batteria o da un trasformatore SELV.
La tensione utilizzata, inferiore ai 25 Vac o 60 Vdc, è bassa al punto da non essere normalmente pericolosa in caso di contatto con il corpo umano. Le misure di sicurezza previste per le classi I e II non sono necessarie.
Gli apparecchi di Classe III non devono essere provvisti di messa a terra di protezione.
È interessante notare che le norme internazionali IEC (International Electrotechnical Commission) relative agli apparecchi elettromedicali non riconoscono gli apparecchi di classe III, poiché la sola limitazione della tensione non è ritenuta sufficiente ad assicurare la sicurezza del paziente. Le norme medicali definiscono una classe AI (alimentazione interna) data da una batteria, che non include un'alimentazione tramite una bassissima tensione di sicurezza.